# Digne Meller Marcovicz
Digne Meller Marcovicz, nata Digne Bontjes van Beek (Berlino, 17 ottobre 1934 – Berlino, 21 maggio 2014), è stata una fotoreporter, giornalista e regista tedesca.
È considerata una delle più importanti fotografe e personalità della cultura tedesca dagli anni '60 agli anni '80 del secolo XX.

## Biografia
I genitori di Digne Meller Marcovicz erano il ceramista Jan Bontjes van Beek e la sua seconda moglie, l'interior designer Rahel-Maria Bontjes van Beek, nata Weisbach. I suoi genitori si sposarono nel 1933.
È cresciuta nella sua città natale e ha frequentato la scuola lì. Trascorse anche la sua infanzia con le sue sorelle maggiori Cato e Mietje.
Le condizioni economiche della famiglia erano difficili, perché nel 1935 le Leggi di Norimberga avevano comportato un divieto per la madre di esercitare la sua professione. Suo padre e sua sorella Cato Bontjes van Beek furono arrestati a Berlino nel 1942 a causa del loro legame con un gruppo della Rote Kapelle. Mentre suo padre fu liberato dopo tre mesi di carcere, Cato Bontjes van Beek fu assassinata presso il lago di Plötzensee.
Meller Marcovicz ha studiato fotografia a Monaco. Ha lavorato come fotoreporter e giornalista freelance dal 1961 per organi di stampa e editori tedeschi. Dal 1964 al 1985 è stata giornalista di fotografia permanente presso la rivista "Der Spiegel".
Attraverso il suo lavoro di fotoreporter, Meller Marcovicz ha conosciuto numerose personalità di spicco. Sviluppò un'amicizia speciale con il fotografo Herbert Tobias e il regista Werner Schroeter, per i quali lavorò con altri a Palermo oder Wolfsburg e in altre produzioni cinematografiche come fotografo di scena. Meller Marcovicz ebbe anche modo di conoscere con lo scrittore e regista Einar Schleef, nel cui Tagebuch 1977–1980 (diario 1977-1980) sono descritti in dettaglio numerosi incontri tra i due.
Nel 1966 e 1968 fotografò Martin Heidegger nella sua casa di Friburgo.
Meller Marcovicz ha vissuto e lavorato dal 1987 al 2002 in Italia. Nel frattempo, ha continuato a soggiornare a Berlino, dove nel 1995 ha insegnato brevemente all'Accademia tedesca di cinema e televisione dove offriva ai registi in erba un corso di fotografia.
Nel 2002 si trasferì a Berlino. È stata sposata due volte – dapprima con l'addetto pubblicitario e collezionista d'arte Pali Meller Marcovicz, successivamente con il chirurgo Istvàn Klempa, e divenne madre di tre figli. La figlia Gioia Meller Marcovicz è designer di mobili in Italia.
Nel 2008 Meller Marcovicz è stata insignita del Premio per la pace Gustav Heinemann per i libri per bambini e giovani adulti per l'opera Massel – Letzte Zeugen. La cerimonia di premiazione si è svolta il 1 ° settembre ad Essen.
Dal 30 giugno 2009 Meller Marcovicz è stata madrina della scuola Paul Löbe di Berlino nel progetto Schule ohne Rassismus – Schule mit Courage.
Lo storico del cinema Wolfgang Jacobsen ha selezionato con lei dal suo archivio fotografico circa un centinaio di fotografie in bianco e nero scattate nell'arco di cinquant'anni, pubblicandole nel 2012 nel volume fotografico Der ewige Augenblick (L'istante eterno). Vi sono ritratti soprattutto artisti del cinema e scrittori come Volker Schlöndorff, Hanna Schygulla, Klaus Kinski, Margaret von Trotta, Yhomas Bernhard, Uwe Johnson. Questa retrospettiva mostra la fotografa come una persona che aspirava a una "verità pittorica" autentica e senza pretese, rifuggendo da pose e auto-allestimenti.
Meller Marcovicz è morta a maggio 2014 all'età di 79 anni a Berlin-Pankow; la sua tomba si trova nel cimitero della foresta di Zehlendorf a Berlino-Nikolassee.

## Filmografia

### Cinema
- Praktisch bildbar (1982)
- Ferdi gegen Frankfurt (1983)
- Natur im Schulhof (1985)
- Wilhelm Reich – VIVA – Little MAN (1987)
- RIGOCCIOLI – Una strada per il ritorno (1992)
- Stalinallee, SPIEGEL TV (1993)
- Gott weiss, wo Gott wohnt (2003)

## Pubblicazioni
- (DE) Der ewige Augenblick – Filmkünstler und Schriftsteller im Bild, Monaco, Wolfgang Jacobsen, 2012.
- (DE) „Töpfe, Menschen, Leben.“ Berichte über das Leben von Jan Bontjes van Beek, Berlino, Hentrich & Hentrich, 2011.
- (DE) Massel. Letzte Zeugen, 2007.[2]
- (DE) To the people … Sprechen über Blinky Palermo, Colonia, Buchhandlung Walther König, 2003.
- (DE) Die Lebendigen und die Toten, 1992.
- (DE) Wilhelm Reich. VIVA KLEINER MANN. Das Buch zum Film, 1987.
- (DE) Martin Heidegger. Photos 23. September 1966 / 17. + 18. Juni 1968, Stoccarda, Fey Verlag, 1978, ISBN 3-88361-102-6.